# The Wallflower
The Wallflower (ヤマトナデシコ七変化, Yamato nadeshiko Shichi Henge, lit. " Evoluição da Garota Perfeita") é uma série de  mangá escrita por Tomoko Hayakawa. Os capítulos individuais foram serializados pela revista Bessatsu Friend desde 2000, e em 36 volumes de tankōbon no Japão pela editora  Kodansha. A série foi licenciada para um lançamento em inglês na América do Norte pela Del Rey Manga e em Cingapura por Chuang Yi, sob o nome de My Fair Lady. A série terminou em janeiro de 2015 após 36 volumes.
A Nippon Animation adaptou parte da série de mangá em uma série de anime contendo 25 episódios que foi ao ar na TV Tokyo e na TV Aichi de 3 de outubro de 2006 a 27 de março de 2007. A adaptação do anime foi licenciada para o lançamento na Região 1 pela AD Vision, que pagou 500.000 dólares. Em 2008, The WallFlower se tornou um dos mais de 30 títulos da ADV cujos direitos norte-americanos foram transferidos para a Funimation.

## Enredo
Wallflower é sobre uma garota chamada Sunako que foi chamada de feia pela primeira e única pessoa a quem confessou seu amor. Este incidente provoca uma mudança de vida e, como resultado, Sunako evita todas as formas de beleza, tanto em si mesma quanto na vida. Preocupada com sua mudança para pior, a tia de Sunako, dona de uma enorme mansão onde moram quatro lindos estudantes do ensino médio (de graça), exige que os meninos transformem sua sobrinha na "senhora perfeita", e em troca eles serão capaz de continuar vivendo lá de graça. Eles têm um prazo e, se não puderem cumprir o acordo, terão que pagar uma quantia única em dinheiro ou desocupar o local.
Enquanto os quatro conseguem fazer Sunako fisicamente bonita o suficiente para se tornar uma dama, o problema está em sua atitude e interesses (que Sunako não tem intenção de mudar). Até o lançamento mais recente da história, eles conseguiram convencer a tia de Sunako de que sua sobrinha é realmente uma senhora condizente com a mansão em que moram (e evitar que o aluguel disparasse para o triplo do valor exigido). No entanto, na realidade, Sunako não mudou nada. Sunako tem a tendência de sangrar pelo nariz quando vista por meninos bonitos, especialmente ao redor de Kyohei.
É uma história humorística que acompanha Sunako e os quatro meninos por meio de situações inusitadas e ridículas em que Sunako é confrontada com muitas experiências indesejáveis de ser uma dama, ao mesmo tempo que canaliza a ideia de si mesmo e de sua beleza.

## Mídia

### Mangá
O mangá de Wallflower foi escrito por Tomoko Hayakawa. Os capítulos individuais foram serializados na revista Bessatsu Friend desde sua estréia em 2000, e em 36 volumes de tankōbon no Japão pela editora Kodansha. A série foi licenciada para lançamento em inglês na América do Norte pela Del Rey Manga e em Cingapura por Chuang Yi - sob o nome de My Fair Lady e na Indonésia pela Level Comics sob o nome de Perfect Girl Evolution.

### Anime
Uma adaptação para anime foi ao ar de 3 de outubro de 2006 até 27 de março de 2007. Foi dirigido por Shinichi Watanabe e produzido pelo estúdio Nippon Animation.
Como a criadora do mangá, Tomoko Hayakawa, é uma ávida admiradora do cantor de rock Kiyoharu, foi decidido que Kiyoharu tocaria a música tema da adaptação para anime: suas canções, "Slow" e "Carnation", tocam nos temas de abertura e encerramento, respectivamente. As músicas foram uma colaboração entre Kiyoharu e Takeshi Miyo. A música orquestral de fundo foi escrita por dois respeitáveis compositores japoneses, Hiromi Mizutani e Yasuharu Takanashi.
O tema de abertura, "Slow", é reproduzido em cenas recicladas do primeiro episódio e é mais uma love ballad. O episódio 14 em diante mostra a segunda versão da sequência de abertura, que retrata filmagens mais originais. Não se sabe se essa mudança foi feita devido à crescente popularidade ou à recepção inicial.
O primeiro tema de encerramento, "Carnation", o mais animado dos dois, é definido como uma pequena animação computadorizada de Hiroshi dançando no canto enquanto os créditos sobem. 
∞ Changing ∞, o segundo tema de encerramento de Bon-Bon Blanco, apresenta ao espectador um ritmo ainda mais rápido, preservando o uso da animação por computador (Hiroshi, Josephine e Akira dançando ao som da música) na sequência.

### Dramalive-action
Na 18ª edição do Bessatsu Friend, foi anunciado que uma adaptação de drama live action do mangá recebeu luz verde para ir ao ar em janeiro de 2009. Em 30 de novembro, o elenco foi anunciado. Ator e membro do grupo de J-pop KAT-TUN, Kazuya Kamenashi estrela como Kyohei, enquanto a atriz Aya Ōmasa desempenha o papel principal como Sunako. Foi transmitido pela TBS com o tema de abertura, "Love Yourself (Kimi ga Kirai na Kimi ga Suki)" do KAT-TUN. Eles adicionaram mais um personagem principal, Nakahara Takeru, o filho da senhora.

## Influência
Wallflower inspirou uma linha de moda de Julie Haus que apareceu na New York Fashion Week de 2008.